# Franklin, Tennessee
Franklin är en stad i Williamson County i delstaten Tennessee, USA. År 2000 hade orten 41 842 invånare. Franklin är administrativ huvudort (county seat) i Williamson County. 